# 14980 Густавбром
14980 Густавбром (14980 Gustavbrom) — астероїд головного поясу, відкритий 5 жовтня 1997 року.
Тіссеранів параметр щодо Юпітера — 3,218.